# Changanassery
Changanassery (veraltet auch Changanacherry) ist eine Stadt im Distrikt Kottayam im indischen Bundesstaat Kerala. Changanassery ist das Tor zu den Western Ghats und Kuttanad. Es ist eines der wichtigsten Bildungs- und Religionszentren von Kerala mit fast 100 % Alphabetisierung. In einem Umkreis von vier Kilometern um die Stadt gibt es fünf Hochschulen, eine berufsbildende weiterführende Schule, acht Secondary Schools und zehn High Schools.

## Geographie
Changanassery liegt 18 km südlich von Kottayam auf 12 m Höhe und ist durch ein tropisches Klima geprägt. Über die meiste Zeit im Jahr gibt es viel Niederschlag und nur wenige Trockenperioden. Die Jahresdurchschnittstemperatur liegt bei 27,3 °C, die jährliche Niederschlagsmenge beträgt 3021 mm.
Im Jahr 2011 hatte Changanassery 127.987 Einwohner, bei der Volkszählung von 1951 waren es 36.000. Die Stadt liegt in der Nähe des Dreiländerecks der Distrikte Kottayam, Alappuzha und Pathanamthitta. Changanassery hatte einen der führenden Märkte in Kerala, der die drei Distrikte verband.

## Geschichte
Die ersten schriftlichen Belege über den Ursprung von Changanacherry finden sich in der Sangam-Literatur. Demnach war Uthiyan Cheralathan (Perum Chorru Udiyan Cheralathan, Athan I oder Udiyanjeral um 130 n. Chr.) der erste Herrscher der Chera-Dynastie in Südindien. Hauptstadt seines Reichs war ein Ort namens Kuzhumur in Kuttanad. Er erweiterte sein Reich von seiner ursprünglichen Heimat – izham oder illam in Tamil – nach Norden und Osten. Er war verheiratet mit Veliyan Nalini, einer Tochter von Veliyan Venman.
Das heutige Changanacherry und Kuttanad war zu dieser Zeit die Hauptstadt der Kera-Dynastie, bis sie von Karikala Chola, dem König des benachbarten Chola-Reichs, niedergebrannt wurde und den Namen Kuzhumur in Chutta-nadu (= verbranntes Land) erhielt, das zu Kuttanad wurde. In ähnlicher Weise ist Keralathan die malayalamische Aussprache des tamilischen Cheralathan und die Welt Keralam kann eine abgeleitete Version von Chera-izham oder Kera-illam sein, was auf Tamilisch Chera-Heimat bedeutet. Keralathans Nachkomme war Senguttavan Cheran (Chenguttavan bedeutet in Malayalam mutig); Die Städte Chenganacherri und Chengana sind nach ihm benannt. Sengana-cherri bedeutet im alten Tamil Sengans Stadt. Nach der Niederlage der Chera-Dynastie nahm das Wort cherri die gleichzeitige Bedeutung von Land der Besiegten an und wurde schließlich als Slum im Königreich Chola gleichgesetzt.

## Demographie
Nach der Volkszählung von 2011 in Indien betrug die Gesamtbevölkerung der Changanassery UA/Metropolitan Region 127.987. Die männliche Bevölkerung betrug 61.807, während die weibliche Bevölkerung 66.180 betrug. Die Kinderpopulation (0–6 Jahre) von Changanassery UA macht etwa 9,02 % der gesamten Bevölkerung von Changanassery UA aus, was unter dem nationalen städtischen Durchschnitt von 10,93 % liegt. Die Gesamtzahl der Kinder in der Stadtregion Changanassery betrug 11.550, von denen 5.895 Jungen und die restlichen 5.655 Mädchen waren.

## Bildung
- L. P. School, Perunna (1880); gegründet von Kainikara Govinda Pillai
- St. Joseph’s School, Changanassery (16. Januar 1888)
- St. Mary’s L.P. School, Changanassery (15. Oktober 1888)
- Government English High School, Puzhavathu (1889); später wurde diese Schule zur Government High School Changanassery
- St. Berchman’s High School, Changanassery (3. Februar 1891); der Dichter Ulloor S. Parameshwara Iyer, die Brüder Kainikkara, Mar Antony Padiyara und Mar Joseph Powathil studierten an dieser Schule.
- St. Berchman’s College, Changanassery (19. Juni 1922); das College wurde in einem Gebäude (heute ist es ein Museum) in der Nähe der St. Mary’s Parel Church gegründet. Es war ein Junior College der Madras University. Im Jahr 1927 wurden Graduiertenkurse begonnen. Die Travencore University wurde am 1. November 1937 gegründet, an die das College angeschlossen war. Aufbaustudiengänge wurden 1957 begonnen.
- N.S.S. Hindu College, Perunna (Juni 1949); das College befand sich in den Räumen der N.S.S. High School und wurde 1955 in ein neues Gebäude verlegt.
- Das Assumption College, Changanassery (1950), ein College für Frauen
- N.S.S Training College, Perunna
- N.S.S Homeo College, Kurichy
- St. Joseph College für Kommunikation,
- Kristu Jyothi College, Chethipuzha

## Verkehr

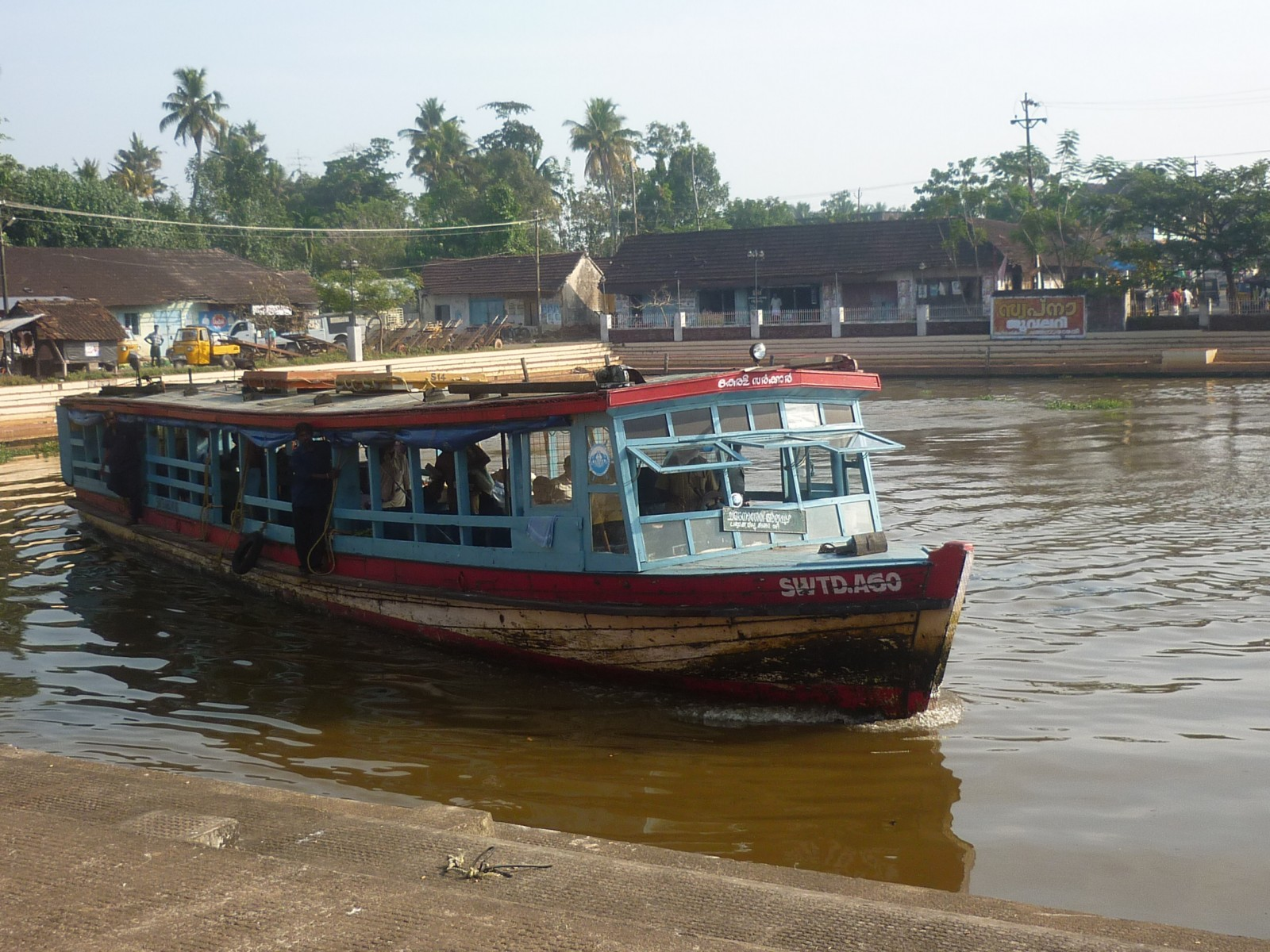
Wasserbus

Die staatliche Kerala State Road Transport Corporation (KSrRTC) bietet Busverbindungen zu nahe gelegenen Städten an. Für diejenigen, die in Gebiete der Eastern High Range reisen, stehen separate private Buslinien zur Verfügung. Außerdem steht eine kombinierte Bushaltestelle für private und staatliche Busse zur Verfügung, die ins westliche Changanassery (Kuttanad), ins südliche Changanassery (Mavelikara) und ins nördliche Changanassery (Kottayam) fahren. Im Zentrum der Stadt befindet sich ein eigener KSRTC-Busterminal. Zu abgelegenen Orten und größeren Städten in der Nähe stehen staatliche Wassertransportmöglichkeiten zur Verfügung. Der Hauptbahnhof Changanacherry bedient das westliche Changanassery (Kuttanad) und das östliche Changanassery (Karukachal).
Der nächstgelegene internationale Flughafen Cochin ist 106 km von Changanacherry entfernt.

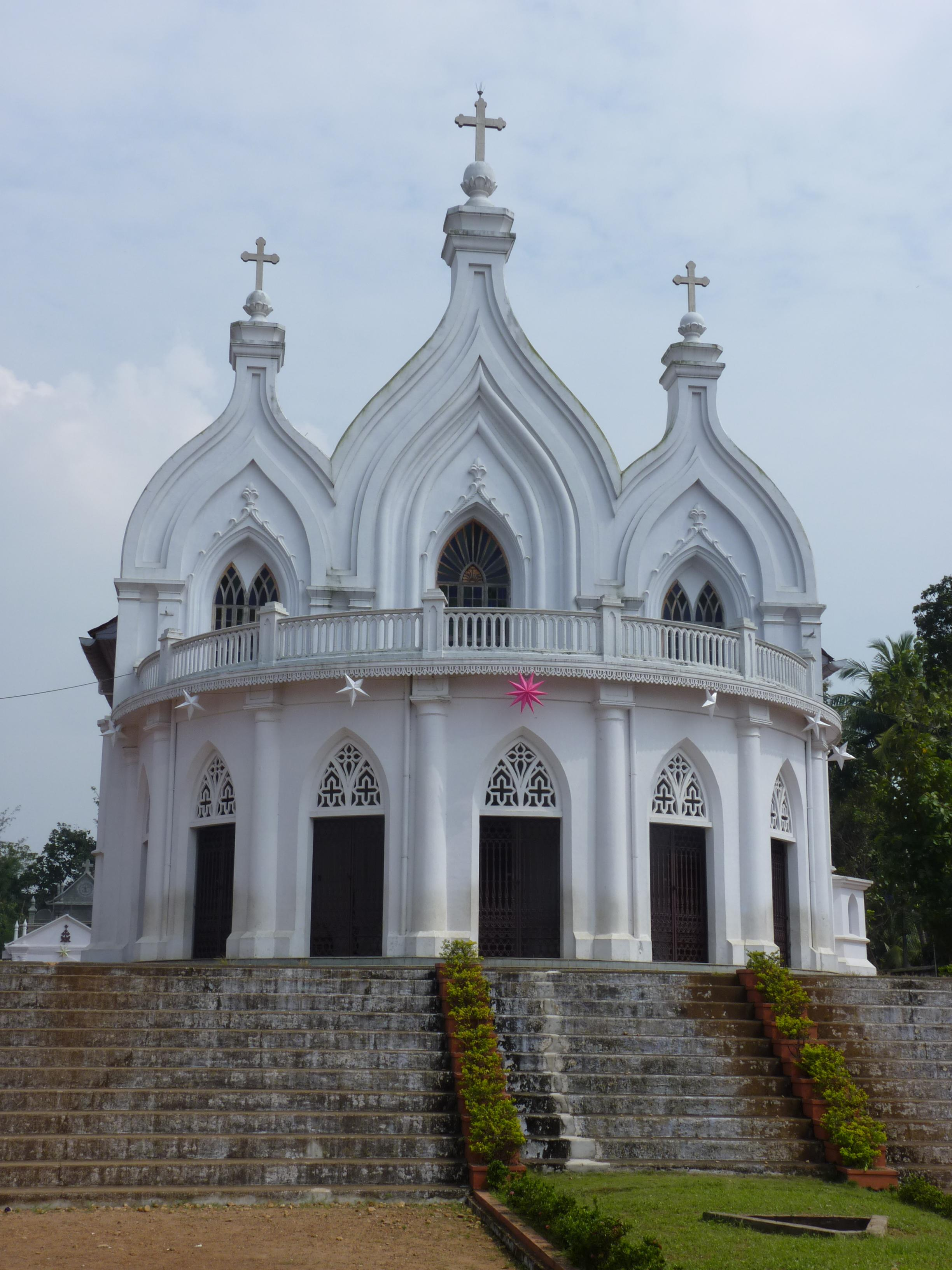
Syro-Malabarisch-Katholische Kathedrale

## Eparchie Changanacherry
Die Erzeparchie Changanacherry (lateinisch Archieparchia Changanacherrensis) ist eine Diözese der mit der römisch-katholischen Kirche unierten syro-malabarischen Kirche in Kerala.